# Campeonato Panamericano de Esgrima
El Campeonatos Panamericanos de Esgrima son un alto nivel anual de esgrima torneo organizado por la Confederación Panamericana de Esgrima . Sirven como campeonatos de zona para la Copa Mundial de Esgrima organizada por la Federación Internacional de Esgrima.

## Ediciones
| Edición | Año  | Ciudad       | País           | Eventos |
| ------- | ---- | ------------ | -------------- | ------- |
| I       | 2006 | Valencia     | Venezuela      | 8       |
| II      | 2007 | Montréal     | Canadá         | 12      |
| III     | 2008 | Querétaro    | México         | 12      |
| IV      | 2009 | San Salvador | El Salvador    | 12      |
| V       | 2010 | San José     | Costa Rica     | 12      |
| VI      | 2011 | Reno         | Estados Unidos | 12      |
| VII     | 2012 | Cancún       | México         | 12      |
| VIII    | 2013 | Cartagena    | Colombia       | 12      |
| IX      | 2014 | San José     | Costa Rica     | 12      |
| X       | 2015 | Santiago     | Chile          | 12      |
| XI      | 2016 | Panamá       | Panamá         | 12      |
| XII     | 2017 | Montréal     | Canadá         | 12      |
| XIII    | 2018 | Havana       | Cuba           | 12      |
| XIV     | 2019 | Toronto      | Canadá         | 12      |
| XV      | 2022 | Asunción     | Paraguay       | 12      |